# Bandera de Ucrania
La bandera de Ucrania aparece descrita en el artículo 20 de la Constitución y está compuesta por dos franjas horizontales de igual tamaño de color azul la superior y amarillo la inferior. Fue adoptada el 28 de enero de 1992. La insignia azul y amarilla fue empleada por primera vez durante la Revolución de 1848 en Lemberg, que entonces formaba parte del Imperio austríaco; más tarde tuvo carácter oficial durante un corto período, desde el 12 de noviembre de 1918. Sus proporciones son de 2:3.
Varias fueron las banderas usadas por Ucrania en diferentes períodos a lo largo de la historia. La primera referencia a los colores utilizados en la bandera nacional data de la época de los Hetman y fue encontrada en la crónica de Leópolis del siglo XVII. Se cree que el escudo de armas de la ciudad de Leópolis, en azul y amarillo, fue legado a la ciudad por el príncipe Lev. Los mismos colores aparecen en el escudo de los rutenos (grupo de ucranianos que vivían en la zona este de Checoslovaquia y en los Cárpatos) que, en los siglos XIV y XV, formaban parte de Polonia. En las descripciones que se hacían en los tiempos de los Hetman de las banderas militares (después del Consejo de Pereyáslav de 1654) ya se mencionaba el azul cielo como el color de la bandera. La misma llevaba diferentes emblemas y lemas. Además del azul y del amarillo, otro de los colores empleados por el Estado cosaco era el rojo.
El origen heráldico de los colores de la bandera nacional se ha perdido. Así, el color azul pasó a representar el cielo, mientras que el amarillo hizo lo mismo con los campos de trigo. El 22 de marzo de 1918, el Rada Central Ucraniana adoptó la bandera azul y amarilla y el tridente como símbolos nacionales. Lo mismo hizo el gobierno de la República Popular Ucraniana Occidental el 12 de noviembre de 1918.

## Construcción de la bandera
La ley ucraniana establece que los colores de la bandera ucraniana son «azul y amarillo», pero otros organismos estatales han determinado los colores. En la siguiente tabla, los colores se presentan de acuerdo con las especificaciones técnicas DSTU 4512:2006: (El Consejo de Ministros de Ucrania hizo que esta norma fuera obligatoria para las banderas funerarias militares en 2021).
| Esquema         | Azul oscuro           | Amarillo                    |
| --------------- | --------------------- | --------------------------- |
| Pantone         | Pantone Coated 2935 C | Pantone Coated Yellow 012 C |
| RAL             | 5019 Azure            | 1023 Gold (golden)          |
| RGB color model | 0, 87, 183            | 255, 215, 0                 |
| CMYK            | 100, 63, 0, 2         | 0, 2, 100, 0                |
| HEX             | #0056B9               | #FFD800                     |
| Websafe         | #0066cc               | #ffcc00                     |

Ha habido desacuerdo sobre el tono de azul utilizado en la bandera. Históricamente se utilizaron banderas azul oscuro (en ucraniano: синій) y azul cielo (en ucraniano: блакитний). Cuando se aprobó la bandera en 1992, se eligió el color azul oscuro en lugar del azul cielo por razones prácticas: las banderas azul cielo se desvanecen muy rápidamente con el sol. Aunque el estándar oficial se introdujo en 2006, algunos fabricantes siguen produciendo banderas que no coinciden con el estándar.

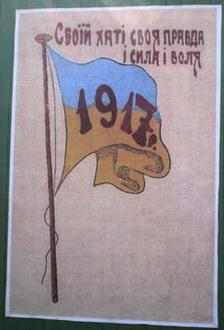
Un cartel de independencia de Ucrania (1917)
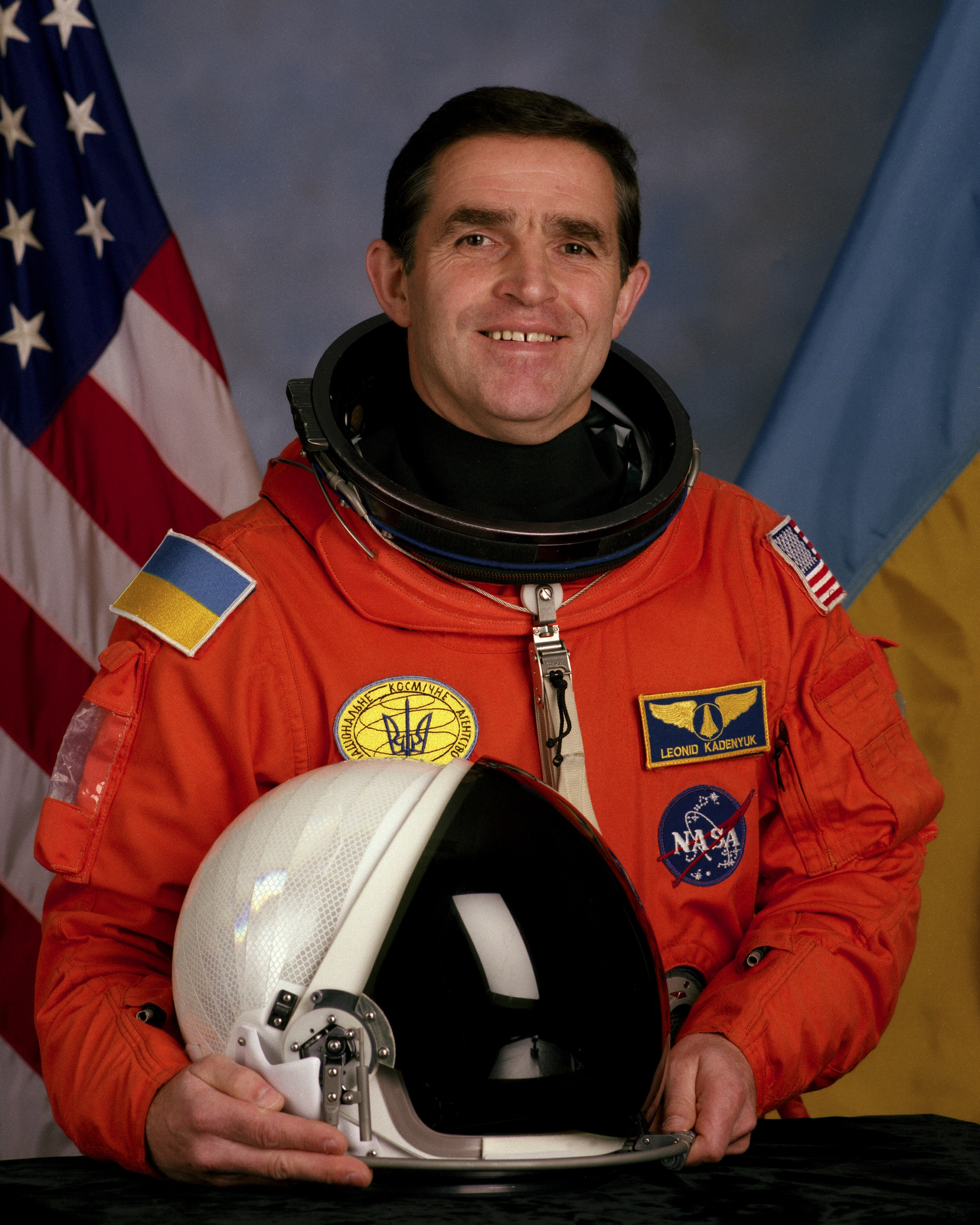
Leonid Kadenyuk de la NASA, observe diferentes tonos de azul en el parche y en la bandera detrás (1997)
La tira de la matrícula de vehículo.

La bandera es similar a la del estado austriaco de Baja Austria, la ciudad alemana de Chemnitz, el histórico Reino de Dalmacia (ahora Croacia) y la ciudad húngara de Pécs, pero todas esas banderas tienen un tono de azul más oscuro. La bandera también es algo similar a la del estado malasio de Perlis y al condado inglés de Durham (sin la cruz), pero tiene una disposición de color invertida, tonos más claros de azul y amarillo y una relación de aspecto diferente.

## Protocolo y uso

Versión colgante de la bandera ucraniana.

El artículo 20 de la Constitución de Ucrania establece que «la bandera estatal de Ucrania es una pancarta formada por dos bandas horizontales de igual tamaño, de color azul y amarillo». (en ucraniano: "Державний Прапор України — стяг із двох рівновеликих горизонтальних смуг синього і жовтого кольорів.").
Además del formato horizontal normal, muchos edificios públicos, como la Rada Suprema, utilizan banderas verticales. La mayoría de los ayuntamientos ondean de esta manera la bandera de su ciudad junto con la bandera nacional; Algunas banderas de ciudades en Ucrania existen sólo en forma vertical. No se especifican las proporciones de estas banderas verticales. Cuando se cuelga como una pancarta o se cubre, la banda azul debe estar a la izquierda. Cuando se iza desde un asta de bandera vertical, la banda azul debe mirar hacia el mástil.
La bandera no apareció en las emisiones de sellos postales de Ucrania hasta 1992, cuando la representaban con el escudo de armas del estado. Desde entonces, la bandera ha aparecido con frecuencia en los sellos. Los sellos de Cenicienta de la Organización de Nacionalistas Ucranianos se imprimieron fuera de Ucrania durante el período soviético con fines patrióticos.

### Decoración
Tradicionalmente, la bandera puede estar decorada con una franja dorada que rodea el perímetro de la bandera, siempre y cuando no desfigure la bandera propiamente dicha. La tradición comenzó con la bandera de la República Socialista Soviética de Ucrania. Además, la Gran Enciclopedia Soviética muestra una bandera decorada con una estrella dorada. Las exhibiciones ceremoniales de la bandera, como las de los desfiles o los postes interiores, a menudo utilizan una franja para realzar el atractivo de la bandera. Ninguna ley específica regula el uso del flequillo. Tradicionalmente, el Ejército, la Guardia, la Armada y la Fuerza Aérea usan una bandera con flecos para desfiles, escoltas y exhibiciones en interiores, mientras que la Oficina del Presidente y las autoridades locales usan una bandera con flecos en todas las ocasiones.

### Lugares de exhibición continua
Las banderas ucranianas suelen exhibirse de forma continua en determinados lugares.
- Plaza de la Independencia, plaza principal de Kiev, lugar tradicional de manifestaciones políticas, incluidas campañas de protesta radicales a gran escala (Revolución Naranja y Euromaidán).
- Edificio de la Oficina del Presidente, edificio de la Rada Suprema y Edificio del Gobierno
- Ayuntamiento de Kiev
- Castillo Alto de Leópolis
- Base de investigación Vernadsky
- Ubicaciones de la Guardia Fronteriza
- Edificios gubernamentales nacionales, regionales y locales
- Embajadas y consulados de Ucrania

### Días especiales de exhibición
La bandera se iza con toda su asta los siguientes días:
- 1 de enero: Día de Año Nuevo
- 7 de enero: Navidad (juliana)
- 22 de enero: Día de la Unidad y la Libertad de Ucrania
- 8 de marzo: Día Internacional de la Mujer
- 1 y 2 de mayo: Día Internacional de los Trabajadores
- 8 de mayo: Día del Recuerdo y la Victoria sobre el Nazismo
- 28 de junio: Día de la Constitución
- 23 de agosto: Día de la Bandera
- 24 de agosto: Día de la Independencia
- 13 de octubre: Día de los Defensores de Ucrania
- 21 de noviembre: Día de la Dignidad y la Libertad
- 6 de diciembre: Día de las Fuerzas Armadas
- 25 de diciembre: Navidad (gregoriana/neojuliana)

### Exhibición a media asta
La bandera se muestra a media asta como señal de respeto o de luto. Cuando tiene lugar a nivel nacional, es porque ha sido una medida proclamada por el presidente. A media media asta significa izar una bandera a dos tercios de su altura desde el asta; la parte superior de la bandera debe tener como mínimo la altura de una bandera desde la parte superior del asta. Las cintas negras indican luto en las banderas que no pueden bajarse a media asta.
- 4.º sábado de noviembre: Día de Recuerdo del Holodomor
- Otros casos históricos incluyen días de respeto por víctimas masivas de accidentes, guerra ruso-ucraniana y Euromaidán; la muerte y funeral de estado de Lech y Maria Kaczyński, el funeral del Papa Juan Pablo II y los atentados del 11 de septiembre en los Estados Unidos.

## Historia
Las raíces de los símbolos nacionales ucranianos provienen de la época precristiana, cuando el amarillo y el azul prevalecían en las ceremonias tradicionales, reflejando el fuego y el agua. La prueba más sólida de los colores amarillo y azul se remonta a la batalla de Grunwald en 1410, en la que participaron formaciones de milicias del voivodato de Rutenia.
Los cosacos ucranianos utilizaron ampliamente pancartas de color azul-amarillo, rojo-negro, carmesí-oliva y especialmente frambuesa entre los siglos XVI y XVIII. Estas no eran las únicas combinaciones posibles, ya que normalmente los cosacos enarbolaban sus estandartes de hetman, que eran similares a los escudos de armas de la nobleza. Además, el amarillo y el azul eran los colores habituales en los escudos de Galicia. De hecho, el escudo de Leópolis hasta el día de hoy sigue siendo un león dorado sobre un campo azul.
Algunos sitúan el punto de partida de la adopción de la actual bandera nacional de Ucrania en 1848 cuando, durante la Primavera de las Naciones el 22 de abril de 1848, el Consejo Supremo Ruteno en Lemberg (Leópolis) adoptó una bandera azul y amarilla. la capital del reino de Galitzia y Lodomeria, y sobrevoló por primera vez la corregimiento de la ciudad. Aunque este movimiento no tuvo consecuencias significativas, las divisiones ucranianas recién formadas en el ejército austríaco utilizaron pancartas azules y amarillas en sus insignias.
Durante la Revolución rusa de 1905, esta bandera fue utilizada por los ucranianos de la Ucrania del Dniéper.

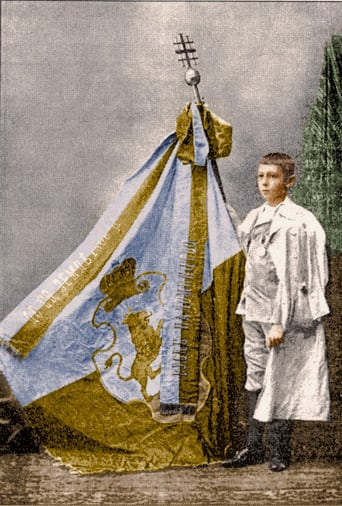
Un niño con una bandera blanca y amarilla con el león ruteno en el medio durante la peregrinación rutena a Tierra Santa, 1906.

|                              |
| Bandera del Reino de Rutenia |

|                                                        |
| Banderas de Lwów durante la Batalla de Grunwald (1410) |

|                                                  |
| Estandarte de la Sich de Zaporiyia antes de 1775 |

|                                                     |
| Bandera del escudo del Hetmanato cosaco (1649-1764) |

|                                          |
| Bandera de Cosacos del mar Negro en 1803 |

|                                               |
| Bandera de la Guardia Nacional Rutena en 1848 |

|                                            |
| Variante de la bandera nacional desde 1848 |

### Primera independencia (1917-1921)

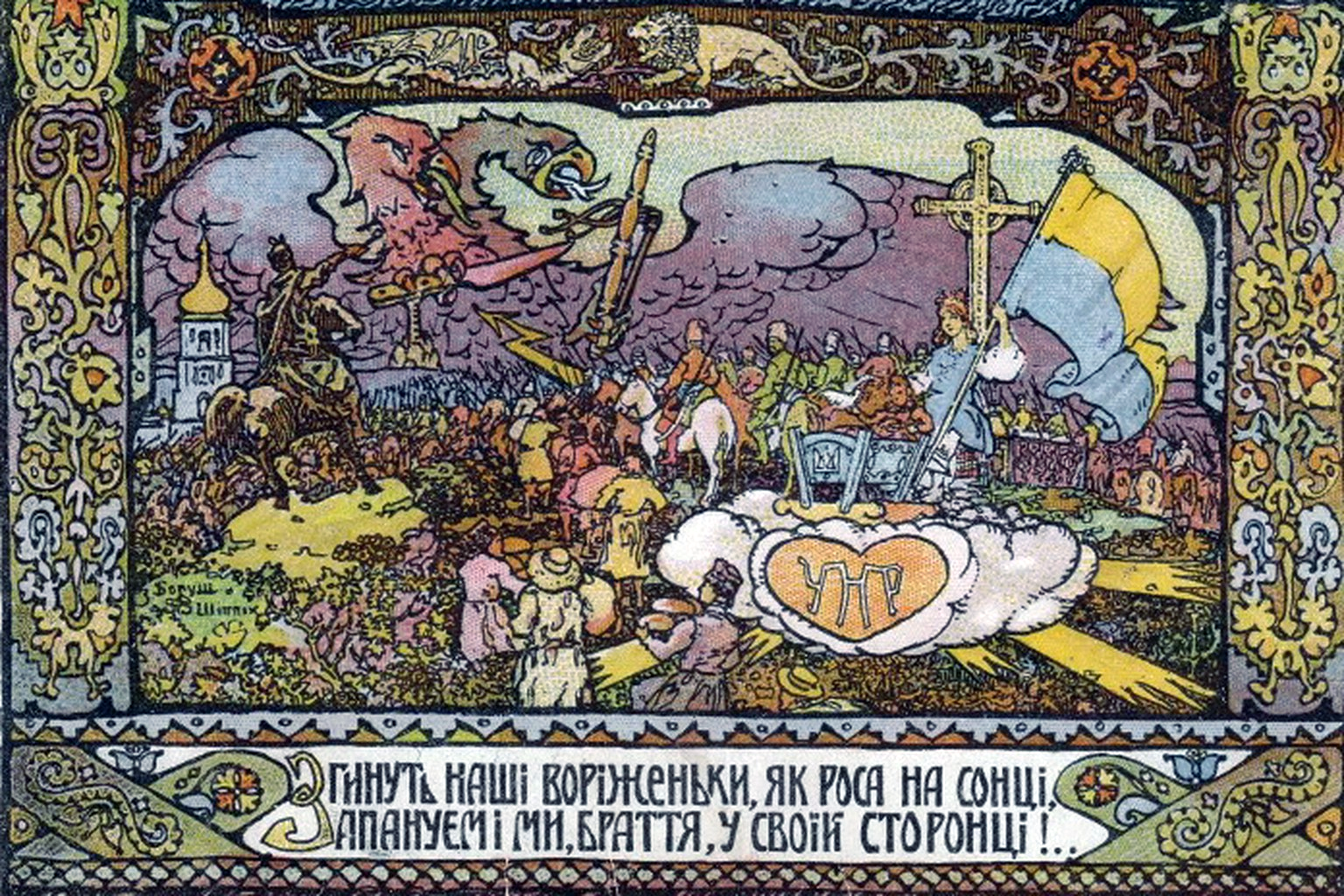
Bandera de la RPU con la bandera azul y amarilla, Guerra de independencia de Ucrania, 1918

Tanto la bandera azul-amarilla como la amarilla-azul se utilizaron ampliamente durante la lucha de Ucrania por la independencia en 1917. Por primera vez en la historia del Imperio ruso, la bandera azul-amarilla ondeó el 25 de marzo de 1917 en Petrogrado durante una manifestación de 20.000 personas. fuerte manifestación masiva. En el territorio de Ucrania, los soldados izaron por primera vez la bandera nacional en Kiev el 29 de marzo de 1917. El 1 de abril de 1917, Kiev fue escenario de una manifestación de 100.000 personas en la que se ondearon más de 320 banderas nacionales. Posteriormente, se llevaron a cabo manifestaciones similares con banderas ucranianas en todo el Imperio ruso, incluso más allá de las tierras étnicas ucranianas. Numerosos políticos ucranianos famosos escribieron sobre la manifestación del 1 de abril, entre ellos Mijailo Hrushevski y Serhiy Yefremov, señalando que había banderas azules y amarillas, mientras que Dmytro Doroshenko afirmó que eran amarillas y azules. La bandera azul-amarilla ondeó en el Primer Congreso Militar de Ucrania el 18 de mayo de 1917.

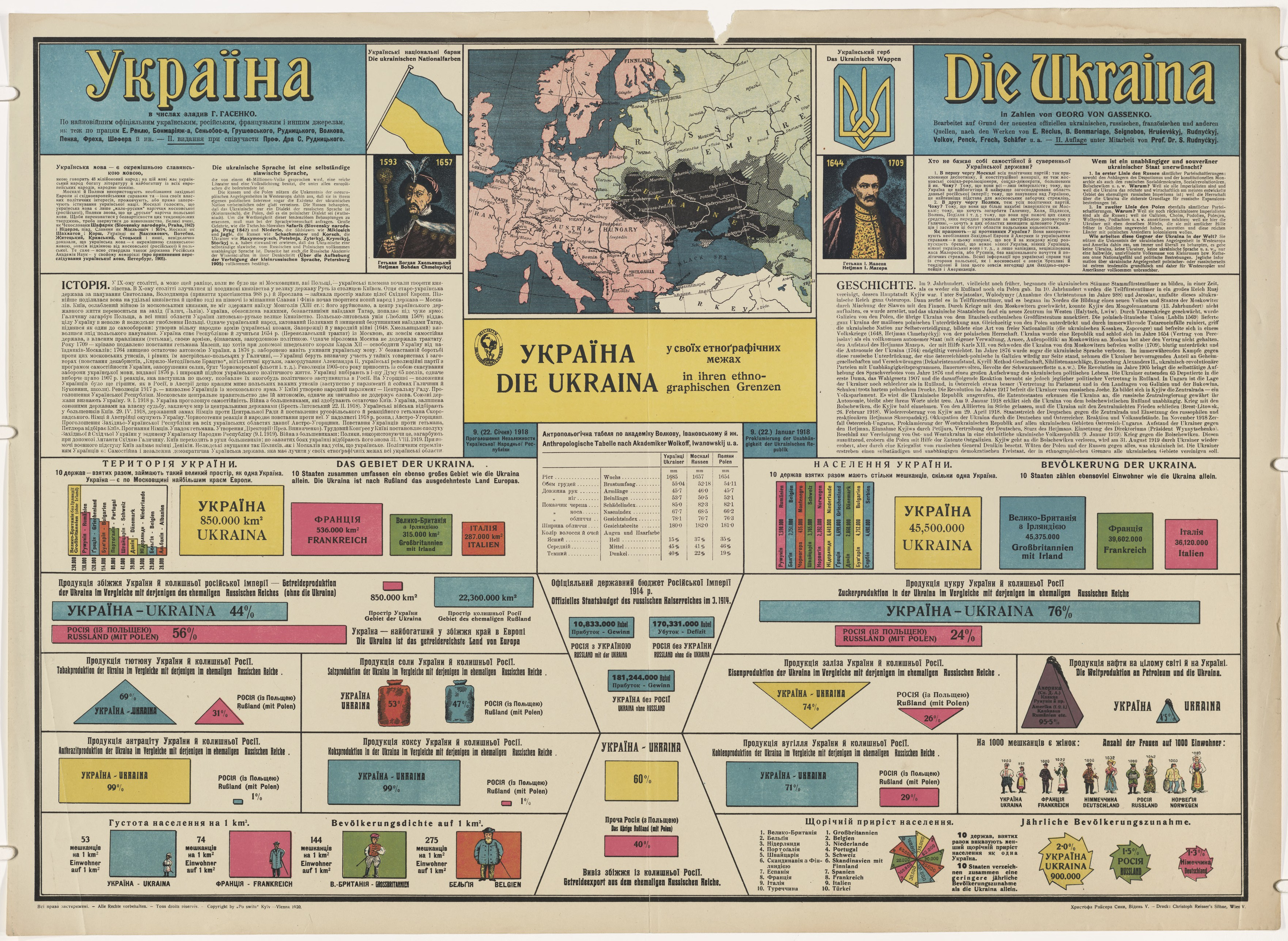
Publicación de 1920 con la bandera y el escudo de armas de Ucrania.

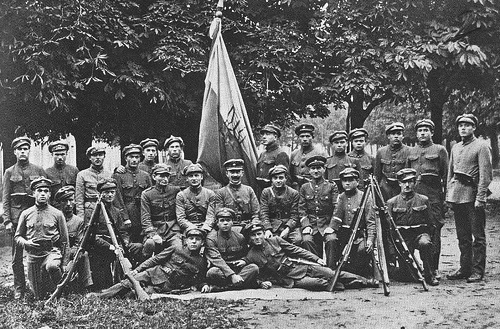
Tropas del Ejército ucraniano de Galitzia con la bandera azul y amarilla, 1918

La bandera oficial establecida por la República Popular Ucraniana en 1918 era azul y amarilla. En cambio, se refieren a la decisión sobre la bandera naval, que debía ser azul claro y amarillo, como una indicación de que la bandera oficial era azul claro y amarillo. También se adoptaron varias otras banderas de servicio de la República Popular Ucraniana.
La bandera oficial del Hetmanato de Pavló Skoropadski también era azul claro y amarilla y permaneció igual bajo la dirección de Simon Petliura. [cita requerida] La bandera de la República Popular Ucraniana Occidental era azul-amarilla. [cita requerida] La Majnóvschina apátrida, que existió durante la Guerra de independencia de Ucrania, usó la bandera negra.

Entre las organizaciones de inmigrantes ucranianos, hubo defensores de las banderas tanto azul-amarilla como amarilla-azul. Finalmente, se llegó a un acuerdo para utilizar la bandera azul y amarilla hasta que una Ucrania independiente pudiera resolver el problema. 
|                                                       |
| Bandera de la República Popular Ucraniana (1917-1921) |

|                                                                           |
| Versión no oficial de la bandera de la República Popular Ucraniana (1917) |

|                                                       |
| Bandera de la República Popular de Crimea (1917-1918) |

|                                                      |
| Bandera de la República Popular de Kubán (1918-1920) |

|                                     |
| Bandera del Estado Ucraniano (1918) |

|                                                                  |
| Bandera de la República Popular Ucraniana Occidental (1918-1919) |

|                                                 |
| Bandera de la República de Komancza (1918-1919) |

|                                                 |
| Bandera de la República Lemko-Rusyn (1918-1920) |

|                                       |
| Bandera de la República hutsul (1919) |

|                                                     |
| Bandera de la República de Jolodnoyarsk (1919–1922) |

|                                                                                        |
| Versión de la bandera de República Ucraniana del Lejano Oriente (1917-1922) en Siberia |

|                                                                                        |
| Versión de la bandera de República Ucraniana del Lejano Oriente (1917-1922) en Siberia |

|                                                                                        |
| Versión de la bandera de República Ucraniana del Lejano Oriente (1917-1922) en Siberia |

### Ucrania soviética: 1922-1991
Durante el dominio soviético, la bandera ucraniana estaba prohibida y cualquiera que la exhibiera podía ser procesado penalmente por «propaganda antisoviética». La primera bandera de la República Socialista Soviética de Ucrania fue adoptada el 10 de marzo de 1919, para servir como símbolo del estado de la Ucrania soviética. Los detalles de la bandera oficial cambiaron periódicamente antes de la desintegración de la Unión Soviética en 1991, pero todos se basaron en la bandera roja de la Revolución de Octubre en Rusia y una réplica exacta de las banderas de la vecina SFSR rusa. La primera bandera era roja con las letras cirílicas doradas sans-serif У.С.С.Р. (URSS, acrónimo de Ukrainskaya Sotsialisticheskaya Sovetskaya Respublika en idioma ruso). En la década de 1930, se añadió a la bandera un borde dorado. En 1937, se adoptó una nueva bandera, con una pequeña hoz y un martillo de oro añadidos sobre la serifa cirílica dorada У. Р. С. Р. (U. R. S. R., para Ukrainska Radianska Sotsialistychna Respublika en idioma ucraniano). 

Bandera roja usada por la República Soviética de Ucrania (1918)
Bandera de la República Popular Ucraniana de los Sóviets  (1917-1919)
Bandera de la República Socialista Soviética de Ucrania (1919-1929)
Bandera de la República Socialista Soviética de Ucrania (1929-1937)
Bandera de la República Socialista Soviética de Ucrania (1937-1949)
Bandera de la República Socialista Soviética de Ucrania (1949-1991)

### Periodo de entreguerras y Reichskommissariat Ukraine
La Organización de Nacionalistas Ucranianos es una organización política ucraniana que como movimiento se creó originalmente en 1929 en Ucrania occidental (Polonia de entreguerras en ese momento). Durante mucho tiempo, la OUN no tuvo oficialmente su propia bandera; sin embargo, durante la agresión húngara y polaca contra la República de Ucrania de los Cárpatos en 1939, los Cárpatos Sich, un ala militarizada de la OUN, adoptó como bandera un diseño tomado del emblema de la OUN: un tridente nacionalista dorado sobre un fondo azul. La bandera fue finalizada y adoptada oficialmente por la organización en 1964 en la V Asamblea de Nacionalistas Ucranianos.
El Ejército Insurgente Ucraniano fue un ejército paramilitar nacionalista ucraniano y más tarde partidista que participó en una serie de conflictos de guerrillas durante la Segunda Guerra Mundial contra la Alemania nazi, la Unión Soviética, Checoslovaquia y la Polonia clandestina y comunista. El grupo era el ala militar de la Organización de Nacionalistas Ucranianos - facción Bandera (OUN-B), formada originalmente en Volinia en la primavera y el verano de 1943. Su fecha oficial de creación es el 14 de octubre de 1942. La bandera de batalla de la UPA Era una pancarta roja y negra con una proporción de 2:3. La bandera sigue siendo un símbolo del movimiento nacionalista ucraniano. Los colores de la bandera simbolizan «la sangre roja ucraniana derramada sobre la tierra negra ucraniana».
En 1949, la bandera de la Ucrania soviética fue cambiada una vez más, La Unión Soviética logró obtener dos escaños adicionales en las Naciones Unidas al agregar a Ucrania y Bielorrusia como Estados miembros. El cambio de bandera se produjo porque todas las banderas soviéticas eran iguales. La nueva bandera de Ucrania constaba de franjas rojas (arriba, 2/3) y azules (abajo, 1/3) con la estrella dorada, la hoz y el martillo en la esquina superior izquierda. Líderes del Partido Comunista como Nikita Khrushchev y Lazar Kaganovich temían usar palabras como "azul claro" y "azul" en los colores oficiales de la bandera, ya que eran los términos utilizados por la diáspora ucraniana.
Durante el período soviético, se realizaron múltiples intentos no autorizados de izar la bandera nacional azul y amarilla. En 1958, se creó un grupo clandestino en el pueblo de Verbytsia, en la raión de Khodoriv; sus miembros izaron banderas nacionales y difundieron panfletos antisoviéticos al amparo de la oscuridad.

### Readopción de la bandera

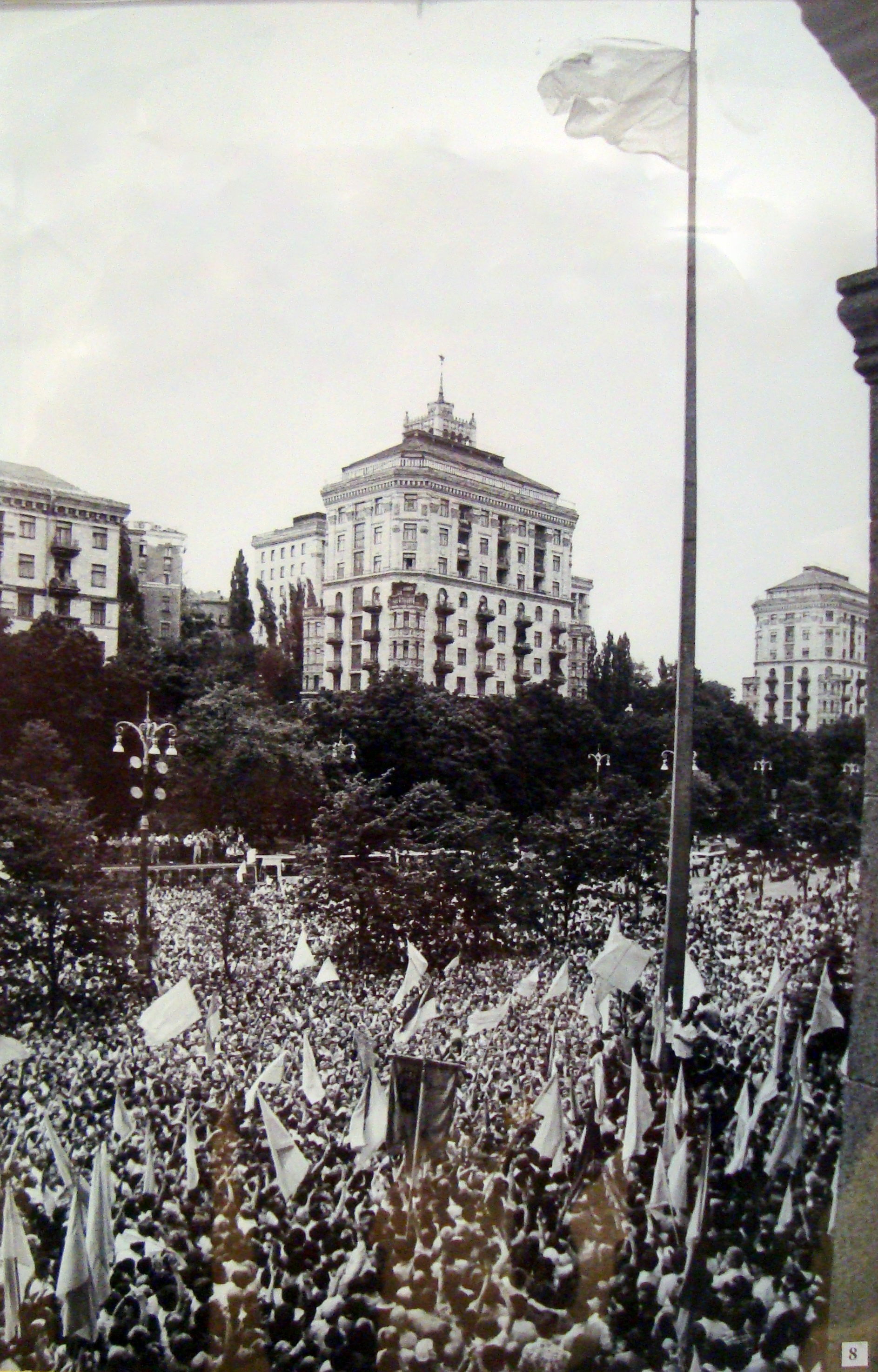
La bandera nacional ucraniana fue izada frente al ayuntamiento de Kiev por primera vez el 24 de julio de 1990.

Bajo la influencia de las políticas de perestroika y glasnost de Mijaíl Gorbachov, las repúblicas soviéticas individuales ganaron un sentido fortalecido de identidad nacional, lo que llevó al colapso de la Unión Soviética en 1991. Esto fue particularmente cierto para los tres estados bálticos y Ucrania occidental, que eran los Últimos territorios anexados a la Unión Soviética. El despertar nacional estuvo acompañado de intentos de restaurar los símbolos nacionales históricos. En 1988, el Sóviet Supremo de la RSS de Lituania restableció la bandera nacional y el escudo de armas de Lituania como símbolo estatal. Los parlamentos de Letonia y Estonia pronto hicieron lo mismo.
Los acontecimientos en los países bálticos pronto llevaron a patrones similares en Ucrania. En particular, el oeste de Ucrania y la capital de la República Socialista Soviética de Ucrania, Kiev, fueron escenario de manifestaciones políticas casi constantes, en las que los manifestantes ondeaban banderas amarillas y azules.
La bandera azul y amarilla fue adoptada provisionalmente para las ceremonias oficiales en agosto de 1991 tras la independencia de Ucrania, antes de ser restaurada oficialmente el 28 de enero de 1992 por el Parlamento de Ucrania.

### Intentos de revivir las banderas soviéticas
El 21 de abril de 2011, la Rada Suprema aprobó una ley que permitía izar el Bandera de la Victoria el Día de la Victoria. La actual Bandera de la Victoria fue adoptada en Rusia en 2007. El 20 de mayo de 2011, la ley fue firmada por el presidente de Ucrania, Víktor Yanukóvich. El 17 de junio de 2011, el Tribunal Constitucional de Ucrania reconoció la ley como inconstitucional y propuso que el parlamento implementara las enmiendas requeridas a la Constitución de Ucrania.
El 9 de abril de 2015, el parlamento ucraniano aprobó una legislación sobre descomunización que prohíbe la promoción de símbolos de «regímenes totalitarios comunistas y nacionalsocialistas». Desde entonces, los símbolos soviéticos, como la Bandera de la Victoria, sólo se permiten en los cementerios.

Se han ondeado banderas soviéticas en territorios fuera del control del gobierno después de que Rusia invadió el país en 2022. 

Bandera de Ucrania (1991-1992), con los colores de 1917.
Bandera de Ucrania (1991-1992), con los colores soviéticos.
Bandera de Ucrania (1991-1992), con los colores modernos.

Variante de la bandera de Ucrania con las proporciones de 1917, usada hasta 2006.
Bandera de Ucrania con tonos más claros no es estándar pero se ha utilizado con frecuencia
Bandera de Ucrania  (1992-actualidad)

## Banderas militares

Bandera de las Fuerzas Armadas de Ucrania
Bandera de las Fuerzas Terrestres de Ucrania
Bandera de la Fuerza Aérea de Ucrania
Bandera de la Guardia Nacional de Ucrania
Bandera de la Armada de Ucrania
Bandera de la Guardia Costera de Ucrania
Bandera de la Guardia fronteriza de Ucrania
Bandera de las Fuerzas de Operaciones Especiales de Ucrania
Bandera del Cuerpo de Infantería de Marina de Ucrania

### Históricas

1787
Enero-julio de 1918
1918-1921
1918
1992
1993
1994-1997
1997-2007

Bandera de proa
1918-1921
1992
1993

## Legături externe
- Historia y significado de la bandera ucraniana (es)

- Datos: Q127974
- Multimedia: National flag of Ukraine / Q127974